# Lexikon der Juden in der Musik
Das Lexikon der Juden in der Musik wurde erstmals 1940 von Herbert Gerigk und Theophil Stengel im Verlag Bernhard Hahnefeld herausgegeben. Das Buch, das als Band 2 der Reihe Veröffentlichungen des Instituts der NSDAP zur Erforschung der Judenfrage erschien, wurde laut Untertitel „im Auftrag der Reichsleitung der NSDAP auf Grund behördlicher, parteiamtlich geprüfter Unterlagen“ zusammengestellt.
Musiker, Musikwissenschaftler, Librettisten, Regisseure, Musikverleger und andere Personen, die mit Musik zu tun hatten und die nach der antisemitischen, nationalsozialistischen Definition der Nürnberger Gesetze als „jüdisch“ oder „halbjüdisch“ galten, sind darin verzeichnet. Darüber hinaus enthält es ein Titelverzeichnis mit „jüdischen“ Werken, die nicht aufgeführt werden durften. 
Durch die Mitarbeiter von Gerigks Sonderstab Musik des Einsatzstabs Reichsleiter Rosenberg und durch Denunzianten wurde das Lexikon ständig aktualisiert. Es erschien in fünf Auflagen; die erste umfasste 380, die dritte (1941) enthielt bereits 394 und die letzte (1943) 404 Spalten.
Das Lexikon wurde in der Sowjetischen Besatzungszone auf die Liste der auszusondernden Literatur gesetzt.
Ein von der Germanistin Elisabeth Frenzel für das Institut zur Erforschung der Judenfrage geplantes entsprechendes Lexikon jüdischer Schriftsteller, das ebenso der Ausgrenzung der aufgenommenen Künstler dienen sollte, kam über die Planungsphase nicht hinaus.

## Ausgaben
- Theo Stengel, Herbert Gerigk: Lexikon der Juden in der Musik. Mit einem Titelverzeichnis jüdischer Werke. Zusammengestellt im Auftrag der Reichsleitung der NSDAP auf Grund behördlicher, parteiamtlich geprüfter Unterlagen (= Veröffentlichungen des Instituts der NSDAP zur Erforschung der Judenfrage, Bd. 2), Berlin: Bernhard Hahnefeld, 1941 (1. Aufl. 1940).